# Sanctify
Sanctify è un singolo del gruppo musicale britannico Years & Years, il primo estratto dal secondo album in studio Palo Santo e pubblicato il 7 marzo 2018.

## Tracce
Download digitale
1. Sanctify – 3:09